# Église Saint-Martin d'Ougy
Pour les articles homonymes, voir Église Saint-Martin.
L'église Saint-Martin est une église romane située à Ougy, village de la commune de Malay, dans le département français de Saône-et-Loire en région Bourgogne-Franche-Comté.

## Historique
L'église Saint-Martin d'Ougy est citée en 1095.
L'église fait l'objet d'un classement au titre des monuments historiques depuis le 27 septembre 1929.